# Bar Association (Star Trek: Deep Space Nine)
"Bar Association" és el setzè episodi de la quarta temporada de la sèrie de televisió de ciència-ficció estatunidenca Star Trek: Deep Space Nine, el 88è de tota la sèrie. Originalment es van emetre en redifusió a partir del 19 de febrer de 1996.  L'episodi va ser dirigit per LeVar Burton i va ser escrit per Robert Hewitt Wolfe i Ira Steven Behr . Va rebre una qualificació Nielsen de 6,7 quan es va emetre per televisió el 1996.
Ambientada al segle XXIV, la sèrie segueix les aventures a Espai Profund 9, una estació espacial situada prop d'un forat de cuc estable entre els Quadrants Alfa i Gamma de la Via Làctia, prop del planeta Bajor, mentre els bajorans es recuperen d'una brutal ocupació de dècades pels imperialistes cardassians. El Quadrant Gamma acull un imperi hostil conegut com el Domini, governat pels Fundadors que canvien de forma. A la quarta temporada, els cardassians han fet les paus amb els bajorans, però estan lluitant una guerra difícil amb els klíngons. Aquest és un dels diversos episodis centrats en els ferengi, una raça alienígena la cultura de la qual se centra en l'adquisició de beneficis, representada al repartiment principal pel personatge Quark, un taverner d’Espai Profund 9. En aquest episodi, els empleats del bar de Quark fan vaga en protesta pel tracte injust per part de la direcció (Quark). Leeta, una de les "noies dabo" que operen les màquines de joc de Quark, fa la seva tercera aparició, interpretada per Chase Masterson.

## Argument
El germà de Quark, Rom, pateix un col·lapse d'una infecció d'oïda mentre treballa a casa de Quark. A la infermeria, el Dr. Bashir està indignat perquè Quark es nega a donar baixa per malaltia als seus empleats i suggereix casualment que Rom formi un sindicat, cosa que és il·legal segons la llei ferengi. Quan Rom torna a la feina, Quark anuncia que retallarà el sou dels seus empleats. Enfurismat per aquest maltractament, Rom convoca una reunió secreta dels empleats de Quark i els persuadeix perquè formin un sindicat. Inspirat pels contes del Cap O'Brien sobre el seu avantpassat líder sindical Sean O'Brien, Rom elabora una llista de demandes: augment de sou, jornades més curtes, baixa per malaltia remunerada, i quan Quark se'n riu, Rom declara que el nou sindicat declara una vaga.
Rom paga als clients perquè es mantinguin fora del Quark's, i el bar està pràcticament desert. Després que el Tinent Comandant Worf, O'Brien i Bashir acabin en una baralla per una diferència d'opinió sobre el tema, el comandant de l'estació Capità Sisko amenaça de cobrar el lloguer endarrerit de Quark si la vaga no acaba aviat. Quark ofereix a Rom un suborn per aturar la vaga, però Rom, citant el Manifest Comunista de Karl Marx ("Treballadors del món, uniu-vos!"), s'hi nega.
El liquidador Brunt] un agent de l'Autoritat Comercial Ferengi, arriba i promet a Quark que posarà fi a la vaga. Brunt s'irromp en una reunió sindical i amenaça els treballadors ferengi amb la ruïna monetària i problemes legals si no tornen a casa de Quark. Tanmateix, Rom inspira les seves tropes una vegada més, i es redediquen a la vaga. Més tard, Quark intenta convèncer Rom perquè es rendeixi, preocupat pel que la FCA li farà al seu germà, però Rom es manté ferm, qüestionant la preocupació de Quark per la seva seguretat.
De tornada al bar, Brunt fa que els seus sicaris apallissin Quark com a exemple. A la infermeria, Quark s'ofereix a respectar en secret les demandes dels vaguistes sempre que Rom dissolgui el sindicat i faci veure que Quark ha guanyat, a la qual cosa Rom hi accedeix. Un cop tothom torna a la feina amb els seus nous sous més alts, Rom fa les paus amb Quark, però deixa la seva feina al bar per treballar a l'estació com a tècnic de reparació júnior, havent-se adonat que ho fa millor fora de l'autoritat de Quark. Promet tornar al bar sovint, però com a client de pagament.
En una subtrama, Worf se sent incòmode amb el caos de viure a Espai Profund 9 i trasllada les seves estances a la nau estel·lar Defiant.

## Artistes convidats
- Max Grodénchik - Rom
- Chase Masterson -  Leeta
- Jeffrey Combs -  Liquidador Brunt
- Jason Marsden - Grimp
- Emilo Borelli - Frool

## Recepció
Michelle Erica Green, en una ressenya de l'episodi del 2004 per a TrekNation, va assenyalar algunes bones escenes de Rom, Worf i O'Brien, però en general no va trobar cap de les trames principals interessant, lamentant "Mai he estat completament segura de la utilitat de tenir ferengis a DS9". Tor.com li va donar una puntuació de 9 sobre 10. Zack Handlen, en una ressenya de l'episodi el 2013 per a The A.V. Club, el va descriure com a "divertit de veure" malgrat la manca de tensió a la trama.
El 2020, io9 va classificar aquest com un dels episodis "imprescindibles" de la sèrie.